# 13240 Thouvay
13240 Thouvay è un asteroide della fascia principale. Scoperto nel 1998, presenta un'orbita caratterizzata da un semiasse maggiore pari a 2,6105038 UA e da un'eccentricità di 0,1530165, inclinata di 1,10719° rispetto all'eclittica.